# Machairophyllum stayneri
Machairophyllum stayneri är en isörtsväxtart som beskrevs av L. Bol. Machairophyllum stayneri ingår i släktet Machairophyllum och familjen isörtsväxter. Inga underarter finns listade i Catalogue of Life.